# Per Ahlberg (kemist)
Nils Per Inge Ahlberg, född 1938, död 2014, var en svensk kemist. 
Han var från 1984 professor i organisk kemi vid Göteborgs universitet. Han invaldes samma år som ledamot i Kungliga Vetenskaps- och Vitterhets-Samhället i Göteborg och 1991 som ledamot av Kungliga Vetenskapsakademien.